# Jevgenij Tarelkin
Jevgenij Igorevič Tarelkin (rusky Евгений Игоревич Тарелкин, * 29. prosince 1974 v Pervomajsku, Čitské oblasti, RSFSR, SSSR) byl pilot ruského vojenského letectva, který sloužil v leteckém pluku při Středisku přípravy kosmonautů (CPK). V letech 2003–2015 byl ruským kosmonautem, členem oddílu kosmonautů CPK. Od roku 2010 se připravoval na svůj první kosmický let na Mezinárodní vesmírnou stanici (ISS) jako člen Expedice 33 a 34, který zahájil 23. října 2012 a ukončil 16. března 2013.

## Život

### Mládí
Jevgenij Tarelkin pochází ze zabajkalského Pervomajsku, po střední škole byl přijat ke studiu na Jejskou vojenskou vysokou leteckou školu (Ейское Высшее военное авиационное училище летчиков), absolvoval ji roku 1996. Roku 1998 vystudoval Gagarinovu vojenskou leteckou akademii (Военно-воздушную академию им.Ю.А.Гагарина).
Po studiu sloužil v leteckém pluku při Středisku přípravy kosmonautů (CPK) jako starší zkušební palubní inženýr, na letadlech Iljušin Il-76 a československých Aero L-39 Albatros a Aero L-29 Delfín nalétal 207 hodin, stal se instruktorem vysádkářské přípravy s 500 seskoky.

### Kosmonaut
Přihlásil se k výběru kosmonautů a 29. května 2003 získal doporučení Státní meziresortní komise k zařazení do oddílu kosmonautů CPK. Absolvoval dvouletou všeobecnou kosmickou přípravu a 5. července 2005 získal kvalifikaci „zkušební kosmonaut“.
V letovém plánu NASA z 2. června 2010 byl uveden jako člen záložní posádky Expedice 31/32 (start v Sojuzu TMA-04M byl připravován na březen 2012) a hlavní posádky Expedice 33/34 s plánovaným startem 30. září 2012. Do vesmíru vzlétl 23. října 2012 jako palubní inženýr Sojuzu TMA-06M společně s Olegem Novickým a Kevinem Fordem. S Mezinárodní vesmírnou stanicí (ISS) se loď spojila 25. října 2012 ve 12:29:34 UTC. Poté se trojice kosmonautů zapojila do práce Expedice 33, resp. od prosince 2012 Expedice 34. Dne 15. března 2012 v 23:43 UTC se Tarelkin se svými kolegy s lodí odpojili od stanice a druhý den v 03:06 UTC přistáli v kazašské stepi severovýchodně od Arkalyku. Ve vesmíru strávil 143 dní, 16 hodin a 15 minut.
K 1. červnu 2015 odešel z oddílu kosmonautů.

### Po odchodu z oddílu kosmonautů
V letech 2018–2019 se účastnil programu SIRIUS, společné aktivity ruského Institutu lékařsko-biologických problémů, americké NASA a dalších organizací. Roku 2019 působil jako velitel posádky experimentu SIRIUS-15, čtyřměsíční simulace letu na Měsíc a práce na něm.
Jevgenij Tarelkin je ženatý, má jednu dceru.

## Vyznamenání
- Hrdina Ruské federace – Rusko, 28. května 2014 – za odvahu a hrdinství projevené během dlouhého kosmického letu na Mezinárodní vesmírné stanici[1]
- Letec-kosmonaut Ruské federace – 28. května 2014 – za odvahu a hrdinství projevené během dlouhého kosmického letu na Mezinárodní vesmírné stanici[1]
- NASA Space Flight Medal – USA
- NASA Distinguished Public Service Medal – USA